# Дрожанкі
Дрожанкі (пол. Drożanki) — село в Польщі, у гміні Гузд Радомського повіту Мазовецького воєводства.
Населення — 385 осіб (2011).
У 1975-1998 роках село належало до Радомського воєводства.

## Демографія
Демографічна структура станом на 31 березня 2011 року:
|          | Загалом | Допрацездатний вік | Працездатний вік | Постпрацездатний вік |
| -------- | ------- | ------------------ | ---------------- | -------------------- |
| Чоловіки | 199     | 59                 | 124              | 16                   |
| Жінки    | 186     | 40                 | 113              | 33                   |
| Разом    | 385     | 99                 | 237              | 49                   |